# 楔叶长白茶藨子
楔叶长白茶藨子（学名：Ribes komarovii var. cuneifolium）为虎耳草科茶藨子属下的一个变种。

## 扩展阅读
- 維基物種上的相關：楔叶长白茶藨子